# Томашевский, Генрик
Генрик Томашевский (пол. Henryk Tomaszewski; 20 ноября 1919, Познань — 23 сентября 2001) — польский артист, хореограф, режиссёр и педагог, основатель Вроцлавского театра пантомимы.

## Биография
Генрик Томашевский родился в Познани в 1919 году. В 1945 году поступил в театральную студию Иво Галла, одновременно посещая частные уроки танца.
В 1946—1947 годах сотрудничал с Польским академическим театром в качестве автора пантомим и постановщика хореографических номеров. Одновременно продолжал учёбу и выступал как танцор в Польской балетной труппе Феликса Парнелла, а в 1949 году стал танцором балетной труппы Вроцлавского оперного театра, где оставался до 1959 года. За годы работы во Вроцлавской опере исполнял 11 партий, в том числе Павлин («Павлин и девушка»), Ли Шан-фу («Красный мак»), Дьявол («Пан Твардовский»); трактовки Томашевского отличались новаторством выразительных средств и подчёркивали драматичность исполняемых ролей.
В 1956 году Томашевский создал свою первую театральную студию (с 1959 года — Вроцлавский театр пантомимы). Премьера первой программы состоялась в ноябре 1956 года. В своей студии Томашевский, создавший концепцию «сферического театра», отошёл от французской традиции чистого миманса, уделяя значительное внимание художественному и музыкальному оформлению спектаклей, ведя глубокие исследования мировой литературы, мифологии и культурных традиций. До 1962 года он и сам продолжал выступать на сцене, создав в том числе образы Акакия Акакиевича в «Шинели» и Войцека в одноимённой пьесе.
В общей сложности в своём театре Томашевский подготовил 24 программы, начиная с десятой («Фауст») представлявшие собой полноценные спектакли. В 1963 году вышла программная постановка театра — «Лабиринт», а 1970-е годы были временем появления лучших спектаклей театра, в число которых помимо «Фауста» входят «Минотавр», «Сад любви», «Сон ноябрьской ночи» и «Зверинец императрицы Силиссы». Генеральным директором Вроцлавского театра пантомимы Томашевский оставался до 1998 года, сохранив за собой пост художественного директора до 2001 года.
Первым в Польше Томашевский начал подготовку профессиональных мимов, после окончания его студии получавших диплом актёра пантомимы. Помимо работы с собственным театром он сотрудничал и с другими труппами, поначалу как хореограф, а с 1967 года — как режиссёр драматического театра. Высочайших оценок удостоилась его постановка «Игры в убийство» Ионеско в Польском театре Вроцлава. Помимо Польши, Томашевский работал с зарубежными театрами — в том числе в Германии, Швеции, Норвегии, переносил постановки своего театра на сцены Амстердама, Осло и Копенгагена. Сам он особенно высоко оценивал две своих работы — совместную с Конрадом Свинарским постановку «Вакханок» Х. В. Хенце в «Ла Скала» и воплощение «Вторника» Карлхайнца Штокхаузена на сцене Лейпцигской оперы. Для польского телевидения Томашевский ставил «Протесилая и Лаодамию» Выспяньского (1969) и «Каприз» Герхарта Гауптмана (1998); уже после его смерти, в 2005 году, на телевидении в его режиссуре были представлены «Трагедии» Фердинанда Брукнера.
Томашевский был известен не только как театральный деятель, но и как коллекционер. Его коллекция игрушек, которую режиссёр собирал с 1967 года и в которой представлены экземпляры начиная с XVII века, в 1994 году легла в основу Городского музея игрушки в Карпаче.
Генрик Томашевский умер в 2001 году в Коварах и похоронен в Карпаче на кладбище при исторической Вангской церкви.

## Награды
- 1955 — медаль Всемирного фестиваля молодёжи и студентов в Варшаве за мимический этюд «Виртуоз»[3] (или «Пианист»[4])
- 1958 — Художественная премия вроцлавской прессы за выдающиеся достижения в работе по созданию и художественному развитию Вроцлавского театра пантомимы[5]
- 1961 — премия 2-го Вроцлавского театрального фестиваля за ценный художественный поиск (спектакль «Кабинет диковинок»)[5]
- 1962 — премия министра культуры и искусств 2-й степени за создание Вроцлавского театра пантомимы[5]